# BeOS
BeOS è stato un sistema operativo per personal computer sviluppato da Be Incorporated. Ideato negli anni novanta con l'obiettivo di realizzare un sistema operativo adatto allo sviluppo ed esecuzione di applicativi multimediali, BeOS è stato considerato pionieristico per l'epoca e molto apprezzato da una nicchia di appassionati. In seguito all'abbandono del progetto da parte di Be Inc., è stata realizzata una reimplementazione open source denominata Haiku, inizialmente nota come OpenBeOS.

## Introduzione
BeOS è un sistema operativo altamente modulare che non deriva da altri sistemi operativi preesistenti (anche se è inclusa la shell Bash e vi sono alcune somiglianze nella struttura delle directory a quelle dei sistemi Unix); è ottimizzato per l'elaborazione di contenuti multimediali, come audio e video digitale, grafica 3D. Contrariamente ai sistemi Unix, BeOS è un sistema operativo monoutente.
È costruito per essere eseguito su sistemi multiprocessori, e offre grande flessibilità grafica e tempi di risposta all'utente molto ridotti grazie sia ad un sistema di input-output modulare sia grazie all'utilizzo diffuso del multithreading. Dispone di un file system journaled con supporto per file di grandi dimensioni (con offset di 64 bit, quindi fino a 264 byte circa 18.000.000 Terabyte) chiamato BFS (a cui talvolta si fa erroneamente riferimento con il nome di BeFS).
L'implementazione dell'interfaccia grafica non deriva da altre implementazioni preesistenti; essa è basata sui principi di pulizia e chiarezza sia nell'estetica, sia nello sviluppo. L'API dell'interfaccia è stata scritta in C++, linguaggio più adatto di altri alla programmazione di interfacce grafiche per via del suo supporto alla programmazione orientata agli oggetti. Una delle peculiarità più importanti del sistema è data dall'implementazione "pervasiva" del multithreading all'interno dell'API, infatti qualunque applicazione scritta per BeOS può godere di consistenti aumenti di prestazioni su sistemi multiprocessore, anche quelle che non fanno un uso esplicito del multithreading nel codice. BeOS è compatibile con i sistemi POSIX ed è possibile accedere ad un'interfaccia a riga di comando attraverso la shell Bash.

## Caratteristiche principali
- MediaOS: è un sistema operativo in grado di manipolare grandi quantità di dati multimediali;
- real-time;
- preemptive multitasking;
- multithreading;
- SMP: Simmetric MultiProcessing;
- Memoria protetta;

## Storia
Inizialmente questo sistema operativo poteva essere eseguito solamente su hardware proprietario chiamato BeBox. Tale macchina utilizzava un'architettura parallela a processori Hobbit della AT&T e solo successivamente venne portato su architettura RISC PowerPC;
In seguito alle scarse vendite del BeBox il BeOS venne portato sui computer dotati di processore PowerPC prodotti da Apple. I computer Macintosh dell'epoca stavano attraversando una profonda crisi derivata dal difficile aggiornamento del sistema operativo MacOS. Con tali premesse tanto il mercato Mac quanto la stessa utenza di questa piattaforma accolsero il BeOS come il possibile sistema operativo del futuro per i computer Macintosh.
In seguito anche Apple mostrò interesse verso BeOS: la società pensava infatti di rimpiazzare il vecchio Mac OS con BeOS. Tuttavia a causa di accordi commerciali Apple preferì acquistare la società NeXT invece che la Be inc., ciò permise di sviluppare il progetto macOS che allontanò definitivamente il BeOS dalla piattaforma Mac.
BeOS successivamente venne riscritto per essere utilizzato sui computer dotati di processore x86 come i comuni PC. Tuttavia dati gli accordi di Microsoft con le case produttrici di PC il BeOS non riuscì a diffondersi come avrebbe potuto: per diversi anni Microsoft ha richiesto ai produttori e agli assemblatori di PC dei contratti di licenza in esclusiva che limitavano la possibilità di realizzare dei personal computer su cui potessero essere preinstallati sia Windows sia un altro sistema operativo (quale ad esempio BeOS). Con tali premesse l'amministratore delegato di Be (Jean-Louis Gassée) propose di fornire BeOS gratuitamente ad ogni costruttore di PC che avesse preinstallato Windows e BeOS in dual-boot, ma, a causa dei vincoli imposti dalla Microsoft, pochi costruttori accettarono l'accordo, solo AST Research e Hitachi fra i grandi nomi aderirono.
Nel febbraio 2001 Be Inc. citò quindi in giudizio la Microsoft. Il 5 settembre 2003 Microsoft e Be si accordarono con un pagamento da parte di Microsoft di 23,2 milioni di dollari in cambio della caduta delle accuse di comportamento lesivo della concorrenza.
Tuttavia già nel 2001 le proprietà intellettuali di Be furono vendute alla Palm, Inc. che acquisì il BeOS per ottenere alcune tecnologie alla base di questo sistema operativo. Successivamente alla divisione di Palm, le proprietà intellettuali passarono a PalmSource che poi nel 2005 fu acquistata dalla giapponese Access. BeOS 5 è stata l'ultima versione anche se un sostanziale aggiornamento era in corso prima della bancarotta.
Alla fine del 2001 la yellowTAB, software house tedesca con sede in Mannheim, venne creata per continuare il progetto BeOS dato il disinteresse di Palm verso il mercato desktop. YellowTAB decise quindi di continuare lo sviluppo del progetto BeOS partendo dalla versione 5.1 (la famosa Dano0, versione che al momento era in fase di sviluppo e che qualcuno fece trapelare quando Be Inc. fu sul punto di sparire) e chiamando il nuovo prodotto Zeta.
Nel 2005 Zeta era un sistema operativo stabile e veloce che aveva raggiunto la maturità grazie alla R1 e al successivo aggiornamento R1.1. Zeta ha portato enormi benefici rispetto a BeOS: un'interfaccia grafica aggiornata e moderna, supporto per le più moderne periferiche (USB2 fra tutte) e codice completamente ottimizzato. Da notare che comunque Zeta era veloce anche su macchine relativamente vecchie, rivitalizzandole senza cambiare hardware.
Questo OS ha conosciuto una grande diffusione in Germania dove era diventato velocemente popolare.
Nel 2006 in seguito ad una bancarotta di YellowTab, la Magnussoft Deutschland GmbH produttrice di giochi è diventata il nuovo distributore di Zeta, al tempo la società intendeva continuare a sviluppare questo innovativo sistema dopo la bancarotta della Yellow Tab. La Magnussoft ha portato alcuni dei suoi giochi su questa piattaforma.
Intorno ad aprile 2007, in seguito a rivendicazioni contrattuali da parte di Access, la Magnusoft ha fermato lo sviluppo di Zeta, in quanto Bernd Korz (ex CEO di YellowTAB) non ha potuto provare l'esistenza dei contratti con la Be Incorporated.
Zeta è come se non fosse esistito, e con amarezza da parte di tutti coloro che lo hanno supportato, l'ultimo figlio ufficiale di BeOS è morto.
L'ultimo "erede" (non ufficiale) di BeOS rimane Haiku (ex OpenBeOS).